# 高木菜那
高木菜那（日语：／ Takagi Nana */?，1992年7月2日—），北海道中川郡幕別町出身，日本女子速度滑冰運動員，主攻集體出發項目。曾獲得2018年冬季奧林匹克運動會競速滑冰比賽女子集體出發和團體追逐項目金牌。妹妹高木美帆也是速度滑冰運動員。
2022年4月5日宣佈正式退役。

## 外部連結
- 日本電產三協介紹 （页面存档备份，存于）
- ISU官方網站介紹
- JOC介紹 （页面存档备份，存于）
- 日本滑冰聯盟介紹
- Nana Takagi - Sports Reference
- Nana Takagi （页面存档备份，存于）
- 高木菜那的X（前Twitter）